# Anneliese Schütz
Anneliese Schütz (* um 1875; † im 20. Jahrhundert) war eine deutsche Übersetzerin, die als Erste das Tagebuch der Anne Frank und die Geschichten und Ereignisse aus dem Hinterhaus ins Deutsche übertrug.

## Leben
Anneliese Schütz war Journalistin, eine Freundin der Familie Frank und eine ehemalige Privatlehrerin Anne Franks, die Otto Frank nach dem Tod seiner Tochter mit der Übersetzung des Tagebuchs beauftragte. Zunächst geschah dies nur, damit Annes Großmutter Alice Frank, die in Basel lebte und die niederländische Sprache nicht beherrschte, die Hinterlassenschaften Annes lesen konnte; später wurde die Übersetzung auch veröffentlicht. Anneliese Schütz stammte nach einem Artikel im Spiegel aus dem Jahr 1959 aus Berlin und war vor dem Zweiten Weltkrieg nach Amsterdam emigriert. Schütz hatte laut diesem Artikel im wilhelminischen Zeitalter zu den Suffragetten gehört und war für das Wahlrecht der Frauen eingetreten.
Laureen Nussbaum berichtet, dass Anneliese Schütz von einigen deutsch-jüdischen Familien in Amsterdam engagiert wurde, um deren Kinder in die Lektüre der deutschen Klassiker einzuführen. Zu diesem Kreis gehörte auch die Familie Frank, und Annes ältere Schwester Margot Frank nahm an dem Literaturzirkel teil. Mit den jüngeren Kindern studierte Anneliese Schütz zu Chanukkah 1941 das Stück Die Prinzessin mit der Nas’ ein. Sowohl Anne Frank als auch deren Freundin Sanne Ledermann und Laureen Nussbaum erhielten Rollen in diesem Stück.
Otto Frank schilderte Anneliese Schütz in einem Brief aus der Nachkriegszeit wie folgt: Frl. Schütz ist eine Dame über 50, sieht fast nichts mehr und ist sehr allein. Darum sucht sie bei mir Anschluss, war Journalistin und hatte immer großes Interesse an den Kindern. Margot hatte Literaturkurs bei ihr [...] Franks Altersangabe passt nur bedingt zu Mirjam Presslers Behauptung, Anneliese Schütz sei bereits siebzig Jahre alt gewesen, als sie das Tagebuch übersetzte.
Ihre Übersetzung des Tagebuchs der Anne Frank wurde immer wieder wegen angeblich zu großer Abweichungen vom Original und wegen nicht altersangemessener Ausdrucksweise kritisiert, wurde aber jahrzehntelang erfolgreich verkauft, ehe sie durch eine Übersetzung von Mirjam Pressler abgelöst wurde.